# Laroya (kommun)
Laroya är en kommun i Spanien.   Den ligger i provinsen Provincia de Almería och regionen Andalusien, i den södra delen av landet, 400 km söder om huvudstaden Madrid. Antalet invånare är 170. Arean är 21,0 kvadratkilometer.
Terrängen i Laroya är kuperad.